# Schack (adelsslægt)
 For alternative betydninger, se Schack. (Se også artikler, som begynder med Schack)
Schack er en uradelsslægt fra Niedersachsen. Herrerne af Schack hørte oprindeligt til uradelen i Lüneburg. Senere kom grene af familien til hele Nordtyskland og Danmark, hvor de stadig består.
Familien er, trods navneligheden, ikke beslægtet med den schlesiske adelsslægt Schack von Wittenau (også Schach von Wittenau), der kendes fra 1415.

## Steder knyttet til familien
- Gülzow
- Basthorst
- Müssen
- Schackenborg